# Tormac, Timiș
Tormac (Nume anterior până in 1924: Voicu, germană Rittberg, maghiară Végvár) este satul de reședință al comunei cu același nume din județul Timiș, Banat, România.

## Istorie
Localitatea a fost înființată în anii 1784 - 1786 când aici sunt aduse familii de coloniști germani (șvabi), localitatea primind denumirea de Rittberg. În 1791, o parte dintre coloniștii germani s-au mutat la Darova, în locul lor fiind aduse 78 de familii de unguri evanghelici. Biserica s-a zidit la 1888.

## Personalități
- Dániel Zolnay